# Toto (альбом)
Toto — дебютный студийный альбом американской рок-группы Toto, выпущенный 15 октября 1978 года на лейбле Columbia Records. В 1979 году альбом достиг 9 строчки американского чарта Billboard 200. Песня «Hold the Line» вошла в серию игры Grand Theft Auto: San Andreas на радиостанцию «K-DST».

## Об альбоме
Альбом включает хит-синглы «Hold the Line», «I’ll Supply the Love», «Georgy Porgy», которые смогли попасть в топ-50 чарта Billboard Hot 100. «Hold the Line» провёл одиннадцать недель в чарте Великобритании и достиг 14 места. В американском чарте он достиг 5 позиции и пробыл в чарте 21 неделю. «I’ll Supply the Love» достиг 45 места и пробыл в чарте 9 недель. «Georgy Porgy» достиг 48 места и пробыл 9 недель, а также 18 места в R&B-чарте.
Уильям Рульманн из Allmusic положительно оценил альбом, а также сообщил, что несмотря на широкую популярность группы среди слушателей, критики невзлюбили Toto. Однако, рецензент считает, что пластинка звучит превосходно, хотя и отметил, что музыканты больше сосредоточились на создании музыки, вместо того, чтобы искать вдохновение. Toto потерпели поражение только из-за того, что они начали свой творческий путь в период панка и новой волны. Он полагает, что критики напрасно отвергли альбом, и особо выделяет профессионализм музыкантов.
Обозреватель Rolling Stone дал отрицательный отзыв пластинке. Критик из американского издания отметил талант членов коллектива, но счёл, что альбом звучит скучно. По его мнению, Дэвид Пейч, Дэвид Хангейт и Джефф Поркаро хорошо проявили себя в работе с Бозом Скагсом и Дирком Хамильтоном, но для хорошего рока им не хватает певца и композитора. Он также счёл вокальные партии Люкатера, Пейча и Стива Поркаро удовлетворительными, а пение главного вокалиста — Кимболла — отвратительным.

## Список композиций
Слова и музыка всех песен — написаны Дэвидом Пэйчем, за исключением отмеченных особенно.
| №  | Название                             | Вокал        | Длительность |
| -- | ------------------------------------ | ------------ | ------------ |
| 1. | «Child's Anthem»                     | инструментал | 2:46         |
| 2. | «I'll Supply the Love»               | Кимболл      | 3:46         |
| 3. | «Georgy Porgy»                       | Люкатер      | 4:09         |
| 4. | «Manuela Run»                        | Пэйч         | 3:54         |
| 5. | «You Are the Flower» (Бобби Кимболл) | Кимболл      | 4:11         |

| №  | Название                        | Вокал   | Длительность |
| -- | ------------------------------- | ------- | ------------ |
| 1. | «Girl Goodbye»                  | Кимболл | 6:13         |
| 2. | «Takin' It Back» (Стив Поркаро) | Поркаро | 3:47         |
| 3. | «Rockmaker»                     | Пэйч    | 3:19         |
| 4. | «Hold the Line»                 | Кимболл | 3:56         |
| 5. | «Angela»                        | Люкатер | 4:45         |

## Позиции в чартах
| Страна         | Позиция |
| -------------- | ------- |
| Австралия      | 2       |
| Великобритания | 37      |
| Германия       | 8       |
| Канада         | 9       |
| Нидерланды     | 25      |
| Новая Зеландия | 24      |
| Норвегия       | 12      |
| США            | 9       |
| Швеция         | 5       |
| Япония         | 168     |

| Страна    | Позиция |
| --------- | ------- |
| Австралия | 13      |
| Канада    | 41      |

| Страна   | Организация | Статус        |
| -------- | ----------- | ------------- |
| Германия | BVMI        | Золотой       |
| Канада   | CRIA        | 2х Платиновый |
| США      | RIAA        | 2x Платиновый |

## Участники записи
Toto
- Бобби Кимболл — вокал, бэк-вокал
- Стив Люкатер — гитара, вокал, бэк-вокал
- Дэвид Пэйч — клавишные, вокал, бэк-вокал
- Стив Поркаро — клавишные, вокал
- Дэвид Хангейт — бас-гитара
- Джефф Поркаро — ударные, перкуссия,

А также
- Ленни Кастро — перкуссия
- Джим Хорн — саксофон
- Роджер Линн — синтезатор
- Чак Финдли — труба
- Марти Пэйч — аранжировщик струнных
- Сид Шарп — аранжировщик струнных
- Мартин Форд — бэк-вокал на «Georgy Porgy»
- Шерил Линн — вокал в «Georgy Porgy»
- Том Нокс — звукоинженер, микширование
- Дана Лэтам — звукоинженер
- Гэйб Велтри — звукоинженер
- Майк Рис — мастеринг
- Рон Хитчкок — мастеринг
- Филип Гаррис — обложка